# 東笠寺站

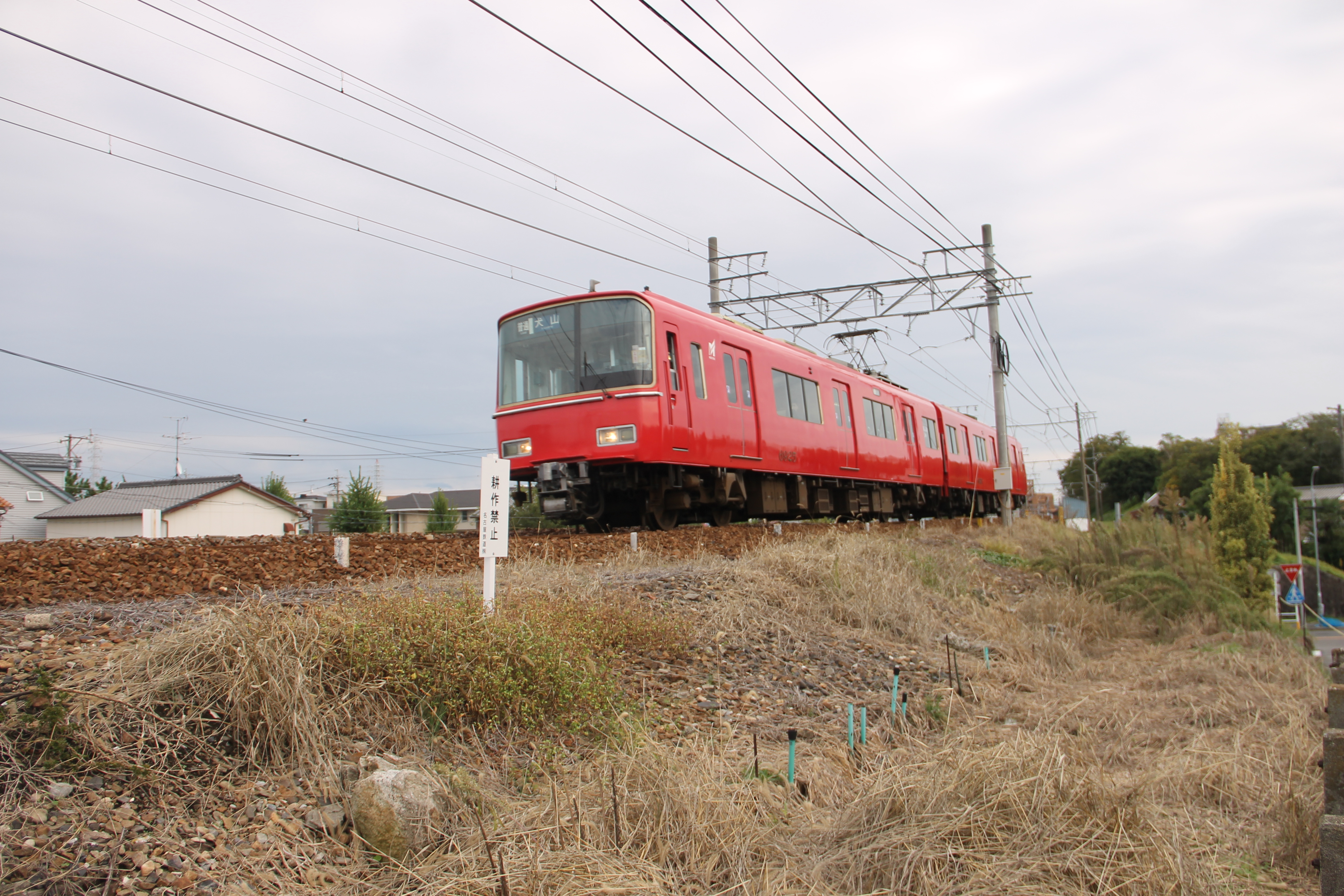
位於南區鳥山町 (名古屋市)東笠寺站的遺址

東笠寺站（日语：／ Higashi-Kasadera eki */?）是位於愛知縣名古屋市南區，名古屋鐵道名古屋本線的車站。
此站在太平洋戰爭下的1944年（昭和19年）暫停營業。隨後再沒有重開，最後於1967年（昭和42年）廢除。

## 歷史
- 1927年（昭和2年）12月23日 - 愛知電氣鐵道車站啟用[1]。
- 1935年（昭和10年）8月1日 - 與名岐鐵道合併後，名古屋鐵道成立。成為名古屋鐵道車站。
- 1944年（昭和19年） - 由於戰況惡化使車站暫停營業。
- 1967年（昭和42年）4月15日 - 車站被廢除。

## 相鄰車站
所屬路線與相鄰車站取自營業時代。
名古屋鐵道
豐橋線
特急、準急
通過
普通
本星崎－東笠寺－本笠寺

## 注腳